# Her hos mig
Her hos mig er det 14. studiealbum af den danske sangerinde og sangskriver Anne Linnet, der blev udgivet den 3. oktober 2005 på Universal Music. Om albummet har Anne Linnet udtalt: "Hovedpersonen på pladen er en kvinde, og teksterne siger noget om, hvor kvinder er i dag. Den slags er naturligvis afhængigt af, hvor i livet man befinder sig, men det er stadig de samme dilemmaer, som vi står i, og der er rigtig mange ting i samfundet, som er gået alt for langsomt". I december 2006 modtog albummet guld for 20.000 solgte eksemplarer.

## Spor
Alle sange skrevet og komponeret af Anne Linnet. 
| #   | Titel                 | Længde |
| --- | --------------------- | ------ |
| 1.  | "Hun fletter sit hår" | 4:46   |
| 2.  | "Skyer"               | 3:11   |
| 3.  | "Viljen"              | 5:26   |
| 4.  | "Engel"               | 3:45   |
| 5.  | "Svalen"              | 3:29   |
| 6.  | "De røde dansesko"    | 4:08   |
| 7.  | "Her hos mig"         | 5:14   |
| 8.  | "I tavshed og tale"   | 3:26   |
| 9.  | "Og han sang"         | 4:05   |
| 10. | "Himlens port"        | 5:52   |